# Setodes nyuna
Setodes nyuna är en nattsländeart som beskrevs av Schmid 1987. Setodes nyuna ingår i släktet Setodes och familjen långhornssländor. Inga underarter finns listade i Catalogue of Life.